# Iain Pears
Iain Pears, född 1955, är en engelsk författare, konsthistoriker och journalist.
Pears har doktorerat i konsthistoria vid Oxford. Han har arbetat för BBC och har varit korrespondent för Reuters i Italien, Frankrike, England och USA.
Han har bland annat skrivit en bokserie med konsthandlaren Jonathan Argyll som huvudperson där Pears använder sina kunskaper inom konsthistoria i intrigerna. "Den fjärde sanningen" är en raffinerat berättad mordgåta från 1600-talets Oxford, medan "John Stones fall" skildrar en ung journalists försök i början av 1900-talet att kartlägga en plötsligt bortgången brittisk magnats dolda förflutna.